# صنایع سنگین

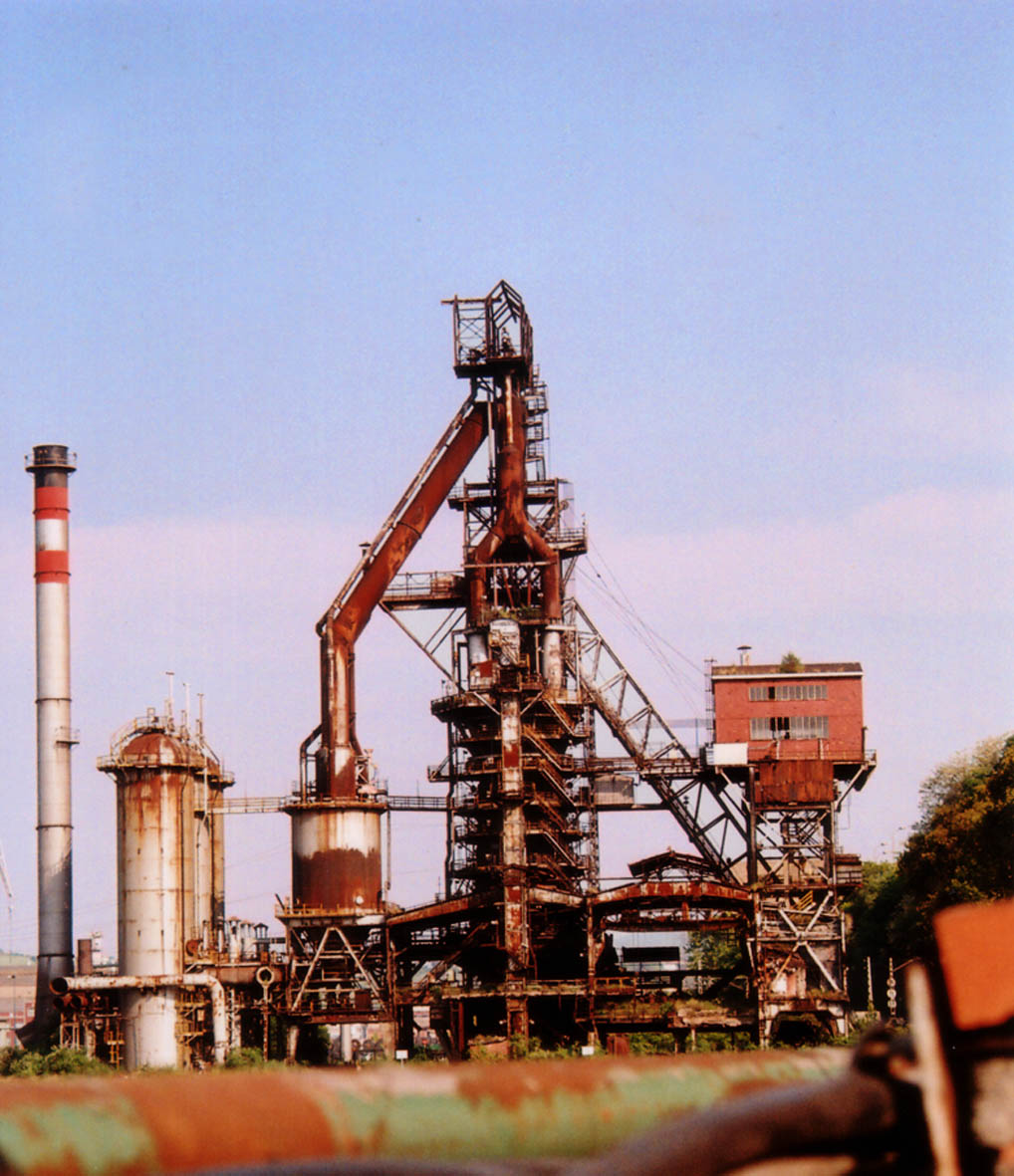
ساخت کوره بلند ذوب‌آهن یکی از انواع صنایع سنگین به‌شمار می‌رود.

صنایع سنگین، به تولیدات صنعتی‌ای که دارای وزن سنگین باشند یا مراحل و فرایند منجر به تولید آنان سنگین باشد، صنایع سنگین می‌گویند. به‌طور کلی، این اصطلاح یک اصطلاح عام برای بسیاری از شرکت‌های ژاپنی و کره‌جنوبی است، به‌طور مثال ساختن بلدوزرها، ماشین‌آلات، جرثقیل‌ها، ساخت کارخانجات تولیدات شیمیایی، ساخت کارخانجات تولید آهن و ساخت‌وساز ساختمان‌های بزرگ را صنایع سنگین می‌گویند. علاوه بر این در میان شرکت‌های ژاپنی و کره‌جنوبی "صنعت سنگین" همچنین برای بسیاری از تولیدکنندگان محصولات هوافضایی، تسلیحاتی، کشتی‌سازی و موشک‌سازی نیز کاربرد دارد.